# Lebia insulata
Lebia insulata är en skalbaggsart som beskrevs av Ronald B. Madge. Lebia insulata ingår i släktet Lebia och familjen jordlöpare. Inga underarter finns listade i Catalogue of Life.